# Kolumna Chrystusa

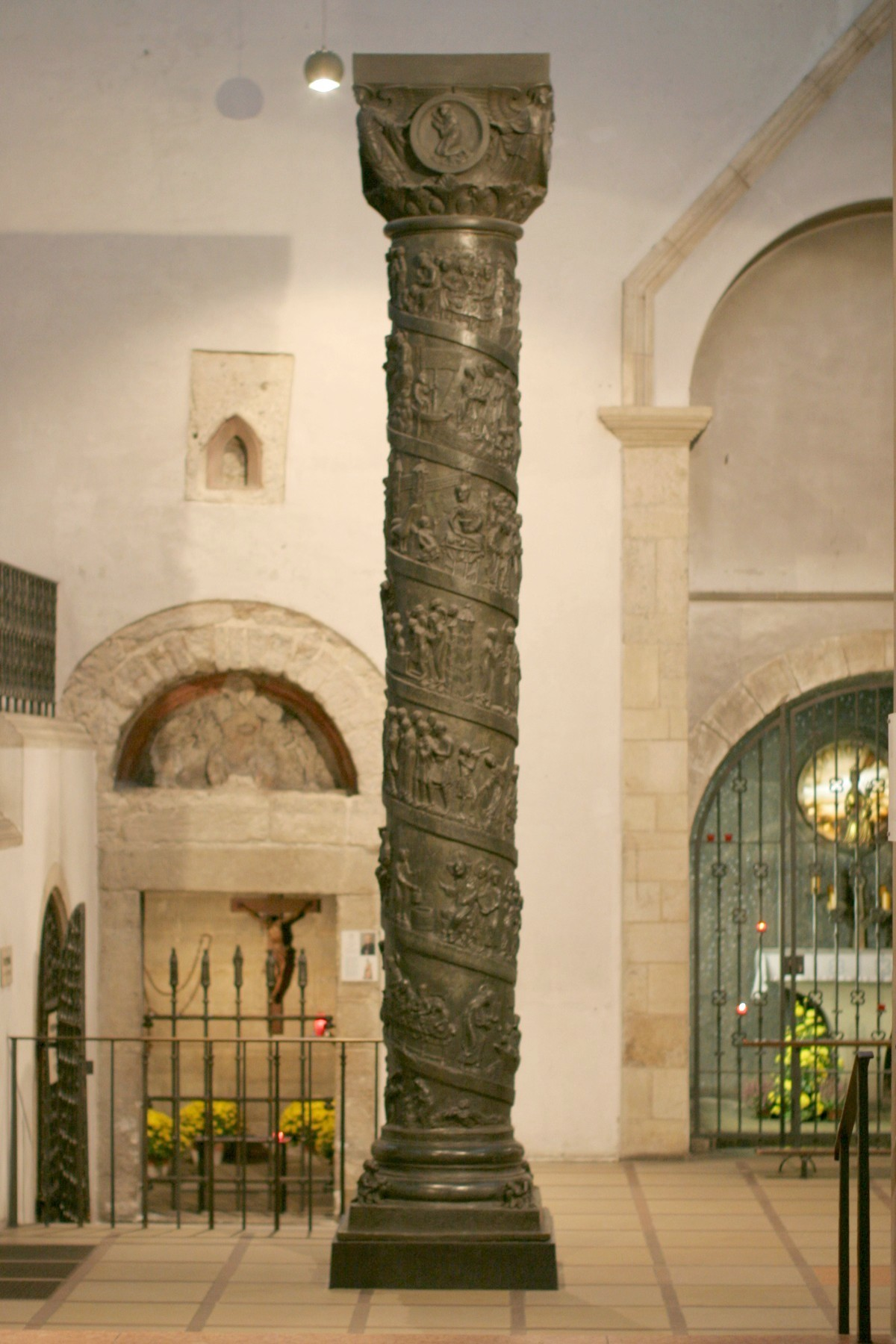
Kolumna Chrystusa

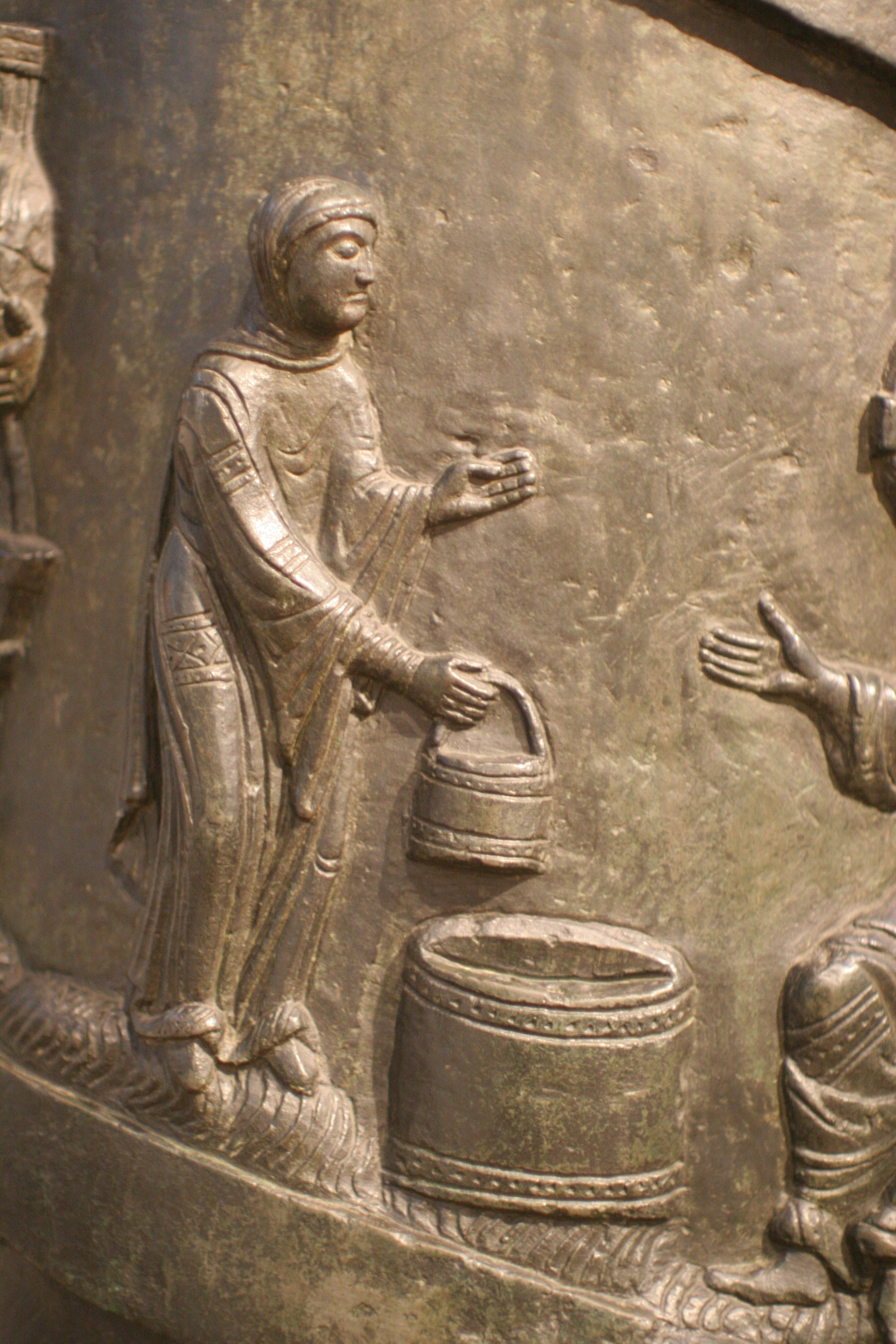
Samarytanka przy studni Jakubowej, fragment kolumny

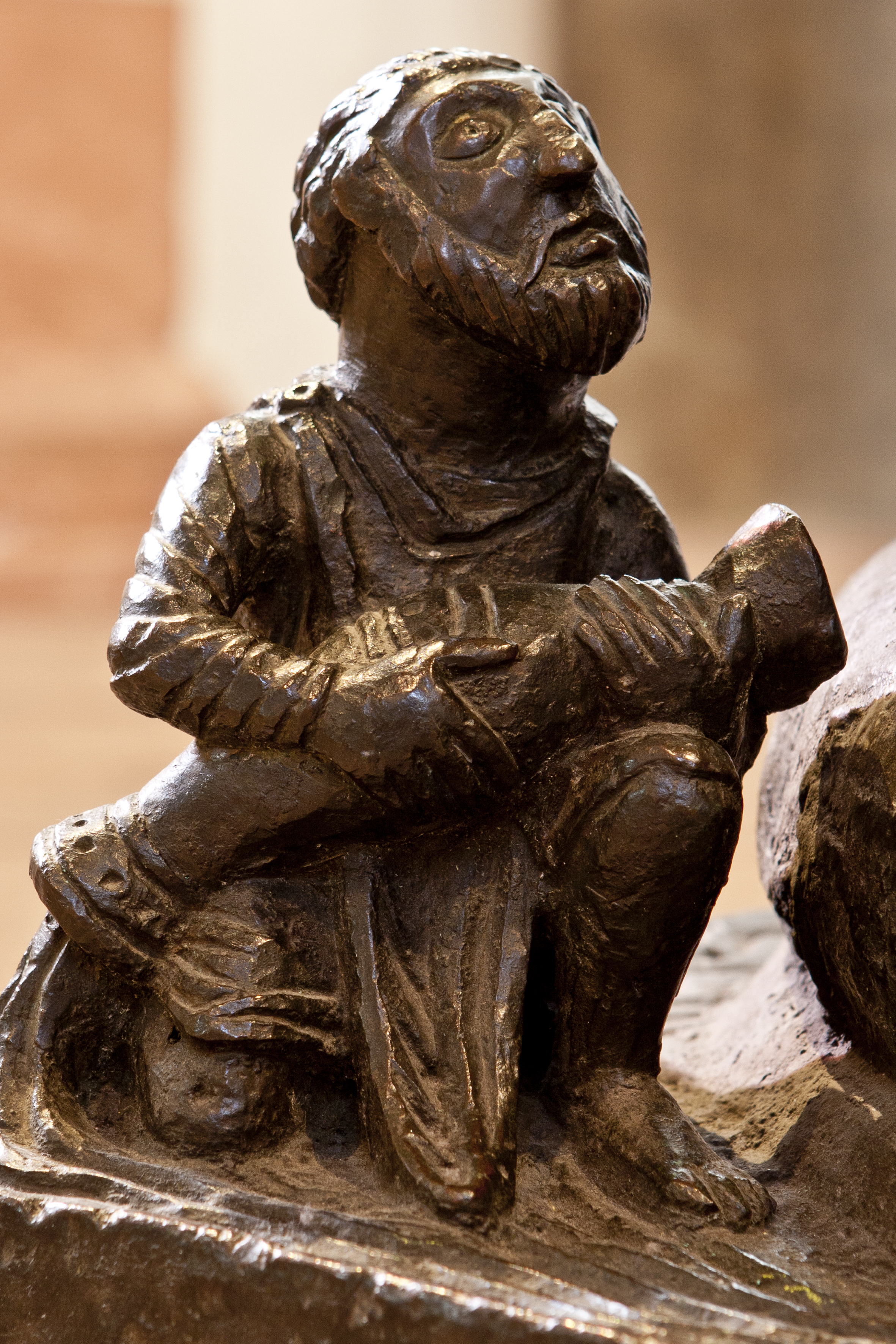
Fragment bazy kolumny

Kolumna Chrystusa (niem. Christussäule) znana również w literaturze jako Kolumna Bernwarda – wolnostojąca brązowa kolumna wykonana w stylu wczesnoromańskim, powstała najprawdopodobniej na zlecenie świętego Bernwarda, biskupa Hildesheim i pierwotnie usytuowana w kościele Świętego Michała w Hildesheim. Od XIX wieku znajduje się w katedrze Wniebowzięcia Matki Bożej w Hildesheim (Dolna Saksonia, Niemcy). Wraz z drzwiami stanowi cenną grupę miejscowych dzieł plastyki brązowniczej reprezentującej sztukę ottońską.

## Dzieje
Kolumna Chrystusa jest jedną z kilku fundacji biskupa Bernwarda. Powstała około roku 1020. Do XVIII wieku znajdowała się w prezbiterium kościoła pw. św. Michała – kolegiacie, a niegdyś kościele zakonnym benedyktynów. Nie zachowało się do dziś zwieńczenie kolumny – kapitel i stojąca na nim pełnoplastyczna, brązowa Grupa Ukrzyżowania, zniszczone zostały w 1544 przez protestantów. W 1810 mieszkańcy miasta uratowali kolumnę przed planowanym przetopieniem na armaty, następnie przekazali ją kurii. Została postawiona na placu przykatedralnym i tam znajdowała się do II połowy XIX wieku. W 1871 przeszła konserwację i następnie została umieszczona w południowym ramieniu transeptu katedry, gdzie (z przerwą w okresie II wojny światowej, kiedy była ewakuowana) znajduje się do dziś. Ze względu na generalny remont katedry i zabudowań monasterium kanonickiego kolumna po raz kolejny opuściła katedrę i 30 września 2009 została przewieziona do kościoła Św. Michała.

## Wygląd
Kolumna w obecnej formie jest wysoka na 3,79 m, średnica trzonu wynosi 58 cm. Wykonana jest z brązu. Składa się z bazy, trzonu oraz kapitelu. 
Na narożnikach bazy, na plincie, obok dwóch torusów umieszczono małe figurki ucieleśniające rzeki rajskie – klęczące postacie trzymające dzbany symbolizujące źródło.
Zasadniczą kompozycję trzonu tworzy cykl reliefów ukazujących sceny chrystologiczne, których ciąg rozpoczyna umieszczona przy bazie scena chrztu Chrystusa w Jordanie. Następnie sceny tworzą wspólny ciąg, który spiralnie obiega trzon kolumny. Ukazane są tam wątki m.in. cudów Chrystusa (np. Gody w Kanie, Uzdrowienie trędowatego, Wskrzeszenie Łazarza), walki ze złem (Kuszenie na pustyni), wątki misyjne (Powołanie i Rozesłanie apostołów, Chrystus i Samarytanka, Chrystus u Marii i Marty), ponadto kolumna została wzbogacona wątkami z życia Jana Chrzciciela (Taniec Salome, Męczeństwo Św. Jana). Treść zamyka Wjazd Chrystusa do Jerozolimy. Na kostkowym kapitelu (w większości wynik uzupełnień z XIX-wiecznej konserwacji) umieszczono w tondach klęczące postacie, zaś naroża wypełniają anioły.

## Analiza
Od strony formy kolumna z Hildesheim nawiązuje do antycznej tradycji kolumn cesarskich znajdujących się głównie na rzymskich forach (np. kolumny Trajana, Marka Aureliusza czy Fokasa). Bernward bywał w Rzymie na dworze papieskim. Od strony treściowej zawarto aspekt triumfalny działalności Chrystusa, zwycięstwo nad grzechem, chorobą, fałszywymi naukami. Ponadto ukazano wątek sakramentalny z silnym uwzględnieniem sakramentu chrztu, czego dowodzi podstawa kolumny i wątki z życia Jana Chrzciciela.

## Literatura
- Bernhard Gallistl: Der Dom zu Hildesheim und sein Weltkulturerbe, Bernwardstür und Christussäule, Hildesheim 2000.
- Hermann Wehmeyer, Heinz Josef Adamski: Die Christussaule im Dom zu Hildesheim,Hildesheim 1979.
- George Henderson: Wczesne średniowiecze Warszawa 1987.